# Бергман (Арканзас)
Бергман (енгл. Bergman) град је у америчкој савезној држави Арканзас.

## Демографија
По попису из 2010. године број становника је 439, што је 32 (7,9%) становника више него 2000. године.
| Група             | 2000.       | 2010.       |
| Белци             | 393 (96,6%) | 404 (92,0%) |
| Афроамериканци    | 0 (0,0%)    | 4 (0,9%)    |
| Азијати           | 1 (0,2%)    | 0 (0,0%)    |
| Хиспаноамериканци | 3 (0,7%)    | 18 (4,1%)   |
| Укупно            | 407         | 439         |